# Рочі Путірай
Рочі Путірай (індонез. Rochy Putiray, нар. 26 червня 1970, Сітубондо) — індонезійський футболіст, що грав на позиції нападника за низку індонезійських і гонгконзьких клубних команд і національну збірну Індонезії.

## Клубна кар'єра
У дорослому футболі дебютував 1987 року виступами за команду «Арсето Соло», в якій провів одинадцять сезонів, взявши участь у 219 матчах чемпіонату.  У складі У складі був одним з головних бомбардирів команди, маючи середню результативність на рівні 0,81 гола за гру першості. В сезоні 1990/91 юний гравець пробував свої сили у першості Чехії, провівши 8 матчів за празьку «Дуклу», утім повернувся на батьківщину.
1998 року уклав контракт з клубом «Персіджа», у складі якого провів наступні два роки своєї кар'єри гравця, після чого грав у чемпіонаті Гонконгу за  «Інстант-Дікт» та «Геппі Веллі». Провівши 2002 рік на батьківщині у команді ПСМ (Макасар), знову грав У Гонконзі, цього разу за «Саут Чайна» та «Кітчі».
Завершував ігрову кар'єру у 2003–2006 роках виступами на батьківщині за «Мітра Кукар», «ПСПС Пеканбару» та «ПСС Слеман».

## Виступи за збірну
1991 року дебютував в офіційних матчах у складі національної збірної Індонезії.
У складі збірної був учасником кубка Азії 2000 року в Лівані та кубка Азії 2004 року в Китаї.
Загалом протягом кар'єри в національній команді, яка тривала 14 років, провів у її формі 30 матчів, забивши 14 голів.